# Elecciones generales de Turquía de 1954
Las elecciones generales se llevaron a cabo en Turquía el 2 de mayo de 1954, mediante el sistema electoral de voto múltiple no transferible. El Partido Demócrata obtuvo mayoría absoluta con 490 escaños, mientras que el Partido Republicano del Pueblo perdió 39 y quedó segundo con 30 escaños.

## Resultados
| Party                              | Votes      | %      | Seats | +/–   |
| ---------------------------------- | ---------- | ------ | ----- | ----- |
| Partido Demócrata                  | 5.151.550  | 57.6   | 490   | +82   |
| Partido Republicano del Pueblo     | 3.161.696  | 35.4   | 30    | –39   |
| Partido Nacional Republicano       | 434.085    | 4.9    | 5     | Nuevo |
| Partido Campesino                  | 57.011     | 0.6    | 0     | Nuevo |
| Independientes                     | 137.318    | 4.8    | 10    | +1    |
| Votos en blanco/inválidos          | 153.957    | –      | –     | –     |
| Total                              | 9.095.617  | 100.00 | 535   | +48   |
| Votantes registrados/participación | 10,262,063 | 88.6   | –     | –     |
| Fuente: Nohlen et al.              |            |        |       |       |